# 潘協慶
潘協慶（1966年1月29日—），台灣創作男歌手、詞曲作家、音樂製作人。

## 作品

### 專輯列表
- 《你有沒有一個叫做寂寞的朋友》、《Sunrise Sunset》（1992）
- 《不該認真》（1994）
- 《變了真心》（1995）
- 《愛情當鋪》（1996）[1]

### 創作作品
《半途而廢》、《飛》、《你喜歡不如我喜歡》、《不管有多苦》、《出界》、《冰雨》、《我比誰都清楚》、《有故事的人》、《跟著我一輩子》、《真心話》等。